# Strada statale 532 del Passo di Sant'Antonio
La Strada Provinciale 532 del Passo di Sant'Antonio (SP 532), già strada statale 532 del Passo di Sant'Antonio (SS 532) , è una strada provinciale italiana che si sviluppa in Veneto.

## Percorso
La strada ha inizio nei pressi di Padola all'interno del comune di Comelico Superiore, distaccandosi dalla strada statale 52 Carnica. Dopo aver attraversato la località, continua verso sud e raggiunge il passo di Sant'Antonio (1476 m s.l.m.). Una volta entrata nel comune di Auronzo di Cadore, scendendo di altitudine, si innesta sulla ex strada statale 48 delle Dolomiti nei pressi proprio del centro abitato.
In seguito al decreto legislativo n. 112 del 1998, dal 1º ottobre 2001, la gestione è passata dall'ANAS alla Regione Veneto che ha provveduto al trasferimento al demanio della Provincia di Belluno; dal 20 dicembre 2002 la gestione della tratta è passata alla società Veneto Strade.